# Kallimodon
Genre
Kallimodon est un genre éteint de reptiles de l'ordre des rhynchocéphales qui vivaient au Jurassique supérieur, il y a environ 150 millions d'années. Les spécimens fossiles d'une unique espèce décrite, Kallimodon pulchellus, ont été découverts en Bavière, dans les Calcaires de Solnhofen,.